# Морж (канонерская лодка)
«Морж» (рус. дореф. «Моржъ») — головная парусно-винтовая мореходная канонерская лодка одноимённого типа в серии из трёх, построенных в 1859—1865 годах для Сибирской флотилии Российского императорского флота для действий в открытых морях и бассейне Тихого океана.
В составе Сибирской военной флотилии «Морж», крейсировал у берегов Восточной Сибири, нёс стационерную службу в портах Китая и Японии, использовался как посыльное и гидрографическое судно.

## Проект
После Крымской войны для постоянного присутствия сил на Дальнем Востоке России, демонстрации Российского флага в мировом океане, представительской службы и, возможной, крейсерской войны, в департаментах Морского министерства Российской империи была проработана программа строительства ряда кораблей различного класса и типа, в том числе и новых канонерских лодок. В Морском министерстве предполагали выявить наиболее подходящий тип для Сибирской флотилии в ходе опытной эксплуатации «перспективных образцов».

## Строительство и испытания
С представления графа Е. В. Путятина 2 марта 1859 года было принято решение о заказе одной канонерской лодки французской частной верфи в Гавре Chantiers & Atellers Augustin Normand, но главные механизмы предполагалось установить английского производства. 22 сентября 1859 года был подписан контракт с английским заводом «Моделей и Фильд» на изготовление паровой машины, котлов, а также проведения окончательной отделки канонерской лодки и подготовки её к переходу на Дальний Восток России. Наблюдающим в Англии назначен лейтенант А. А. Пещуров. Стоимость механизмов по контракту составила 32 480 рублей. После согласования всех чертежей с представителями верфи, 23 октября 1859 года был подписан контракт на постройку лодки с обязательством О. Нормана подготовить её к спуску на воду не позднее 1 июля 1860 года. Стоимость строительства равнялась 105 566 рублям.
Корпус заложен 27 декабря 1859 года. Наблюдающим за строительством назначен корабельный инженер прапорщик X. В. Прохоров. Лодку спустили на воду 1 июля 1860 года, а 10 августа её ввели в Ост-Индские доки в Гринхайте (предместье Лондона) для отделочных работ.
- капитан-лейтенант Кроун (командир)
- лейтенант Арсеньев (старший офицер)
- лейтенант Фесун
- КФШ прапорщик Жохов
- КИМФ кондуктор Олюнин

17 октября 1860 года капитан-лейтенант А. Е. Кроун, назначенный командиром лодки и адъютант великого князя Константина Николаевича лейтенант Д. С. Арсеньев, назначенный старшим офицером, были командированы в Лондон для принятия лодки. Вместе с ними на зафрахтованном русским правительством пароходе «Бренда» отправилась и команда корабля. 4 января 1861 года «Морж» вывели из доков. С этого же момента начались ходовые испытания. 7 января в присутствии графа Е. В. Путятина на мерной миле была показана скорость хода 9,82 узла. При этом, давление пара составило 4 атм, а индикаторная мощность машины достигла 392 л. с. при 148 об/мин. 12 января лодка отправилась в Саутгемптон, где исправили погнутый на кануне винт. 29 и 30 января в Плимуте были исправлены некоторые недочёты в машине и высажены оставшиеся члены английской сдаточной команды. 2 февраля лодка пришла в Фалмут и команда приступила к подготовке лодки к предстоящему дальнему переходу на Дальний Восток России.

## Конструкция
- Водоизмещение 456,7 тонн
- Длина по ватерлинии 47 метров
- Наибольшая ширина 7 метров
- Средняя осадка 2,45 метра[3].

### Корпус
Лодка имела деревянный корпус с набором из дуба со связями (ридерсами) под углом 45° и усилением внешними железными ридерсами. Железные кницыы и бимсы располагались над котлами и у винтового колодца. Внутренняя обшивка шла в направлении противоположном ридерсам и была из дубовых досок толщиной от 45 до 51 мм. Наружная обшивка толщиной 83—127 мм набиралась из ильма и тика. Набор и обшивка скреплялись нагелями из акации. Для скреплений в подводной части корпуса использовались медные болты и гвозди, а в надводной — железные. Подводная часть обшивалась медными листами. Из бронзы изготавливались: часть киля в корме, ахтерштевень и перо руля; из жёлтой меди: кнехты, планки, решётки над световыми люками машинного отделения и кают-компании; из чугуна: клюзы. В бортах носовой и кормовой частей были по восемь иллюминаторов. Для настила верхней палубы был использован тик.

### Движитель и главные механизмы
Парусное вооружение — трёхмачтовый барк (в разных источниках шхуна / галет). В качестве движителя также использовался один двухлопасной подъёмный винт диаметром 1450 мм, шаг винта составлял 2440 мм. Он приводился через гребной вал диаметром 127 мм от двухцилиндровой паровой машины высокого давления. Подъём и спуск винта осуществлялся вручную с помощью щипцов, которые закладывались в специальные отверстия в лопасти. Диаметр цилиндров паровой машины и ход поршня были одинаковые и равнялись 457 мм. Пар для машины вырабатывался тремя котлами длиной 4900 мм и диаметром 1400 мм, общая поверхность нагрева составляла 125,2 м². Дым выводился через одну опускаемую на палубу трубу диаметром 700 мм. От смежных помещений главные механизмы были отделяли две деревянные переборки толщиной по 64 мм. Лодка развивала максимальную скорость под парами в 9,8 узла. Дальность плавания под парами 9-узловым ходом по запасам угля (57 тонн) составляла 1080 морских миль. Автономность плавания пять суток.
В ходе перехода на Дальний Восток приходилось несколько раз исправлять котлы. По мнению капитан-лейтенанта А. Е. Кроуна, это происходило по причине слишком малого размера для котлов высокого давления. В 1869 году они были заменены.

### Вооружение
Первоначальное артиллерийское вооружение составляли: два 203-мм бомбических орудия на поворотных платформах и четыре 164-мм короткие гладкоствольные пушки (30-фунтовые). К кампании 1864 года лодку перевооружили на: одну 196-мм пушку (60-фунтовое № 1) на поворотной платформе, одну опытную нарезную пушку системы Армстронга и четыре «десантных» 87-мм нарезных медных орудия. По приходе в Николаевск пушку системы Армстронга пришлось демонтировать и сдать в порт ввиду её непригодности к использованию. В 1880 году вооружение составляли: одно 152-мм стальное орудие и четыре 87-мм нарезных медных орудия. В 1885 году дополнительно были установлены два 107-мм нарезных и два 42-мм скорострельных орудия системы Энгстрема.

### Команда
Команда канонерских лодок состояла из 88—90 моряков, из которых 5—7 офицеров.
По штатному расписанию 1860 года команда клипера состояла из 1 штаб-офицера, 2 обер-офицеров, 3 унтер-офицеров, 1 корпуса инженер-механиков флота кондуктора, 2 гардемаринов и юнкеров, 44 рядовых морского ведомства, 1 вольнонаёмного машиниста и 16 нестроевых нижних чина — всего 70 человек.
Позже Д. С. Арсеньев в воспоминаниях писал:

«Команда наша состояла из 70-ти человек, наполовину новобранцев, но они все были очень хорошие, простые, добрые люди, как все наши команды вообще, и между ними не было ни одного негодяя, как, к сожалению, теперь начинают попадаться между поступающими на военную службу… Благодаря ее немногочисленности, мы скоро освоились со всеми людьми и узнали их. Никогда у нас не было между людьми ни воровства, ни драк, ни ссор и никаких проступков».

## Служба

### Переход на Дальний Восток России
11 февраля 1861 года «Морж» под командованием капитан-лейтенанта А. Е. Кроуна покинула английский Фалмут и взяла курс на Лиссабон. Далее лодка зашла на Мадейру для пополнения запаса угля. С 5 по 14 марта переход, сопровождавшийся штормом, до Порту-Гранде. С 19 марта «Морж» вышел в море и 28 марта пересёк линию экватора. 16 апреля лодка зашла на рейд Рио-де-Жанейро. С 29 апреля по 19 мая переход к Монтевидео, при этом с 9 по 12 число лодка пережила ураган с сильным штормом. После устранения всех повреждений и пополнения припасов, с 27 мая по 14 июня плавание до Магелланова пролива. С 5 по 7 и 10 июня лодка выдержала сильнейшие штормы, во время которых приходилось держаться под штормовыми триселями и фок-стакселем, но чаще под наглухо зарифлённым грот-триселем. На следующий день, при стихающем шторме лодка вошла в пролив. С 16 по 21 пребывание в Пунта-Аренас. С 23 по 27 июня «Морж» снова выдержал испытание штормом. 19 июля лодка вышла в Тихий океан при начинающемся шторме. 25 июля обогнула северную оконечность острова Чилоэ и 28 числа стала на якорь в Сан-Карлосе, где пробыла 7 дней. С 5 по 8 августа переход до Вальдивии. С 13 по 15 августа переход до Вальпараисо, по приходе в порт пришлось заниматься исправлением котлов, так как во время перехода случился небольшой пожар — воспламенился деревянный кильсон под правым котлом, что задержало лодку до 17 сентября. 1 октября лодка стала на якорь в бухте Кальяо. 9 числа, во время стоянки в бухте, были замечены двое людей плывших к лодке. Подоспевшая шлюпка приняла только одного человека — другой утонул ещё до подхода шлюпки. Спасённым оказался шведский моряк, которому пришлось бежать с американского торгового судна «Джон Паркс», будучи без вины обвинённым и закованным в кандалы, как и его товарищ. 10 октября для разбирательства на лодку были приглашены консулы Швеции и Северо-Американских Штатов, а также шкипер лодки «Джон Паркс», по итогам которых шведский моряк был освобождён и отпущен на шведское судно. 12 октября «Морж» вышел в море и 27 числа пересёк линию экватора. С 17 ноября по 6 февраля 1862 года пребывание в Гонолулу. 17 марта «Морж» прибыл в Нагасаки. 15 апреля «Морж» покинул Нагасаки и 25 числа пришёл в залив Святой Ольги, а 13 мая в Дуэ. На рейде был встречен клипер «Абрек» под флагом контр-адмирала А. А. Попова, корвет «Калевала» и сидящий на мели клипер «Гайдамак». По приказу контр-адмирала «Морж» оставался у бедствующего клипера до 18 мая, предпринимая попытки стащить клипер, которые успеха не принесли. Вечером 18 мая «Морж» доставил начальника эскадры в Де-Кастри, а утром следующего дня с ним на борту отправился далее. 21 числа лодка вошла в Амурский лиман, и 24 мая 1862 года прибыла в Николаевск (ныне Николаевск-на-Амуре), где официально вошла в состав Сибирской военной флотилии.
В 1863 году Н. А. Фесун опубликовал «Из записок о кругосветном плавании на лодке „Морж“». Ч. II (Приложение к № 4 «Морского сборника», 1863 год). СПб.: Типография Морского министерства, 1863. С. 26. и подробное описание Магелланова пролива, составленного им во время перехода.

### Служба в составе Сибирской флотилии
5 июня 1862 года «Морж» сопровождал от Дуэ до Де-Кастри пароходо-корвет «Америка» с повреждённым клипером «Гайдамак». Далее «Морж» доставил В. М. Бабкина в Хакодате, где была организована временная база судов Тихоокеанской эскадры контр-адмирала А. А. Попова. К октябрю находился в Нагасаки в составе эскадры («Богатырь» (флагман), «Калевала», «Рында», «Новик», «Морж», «Сахалин»).
В 1863 году, во время плавания, к востоку от мыса Де-Кастри в проливе Невельского была обнаружена и исследована банка, названная Глазенапа.

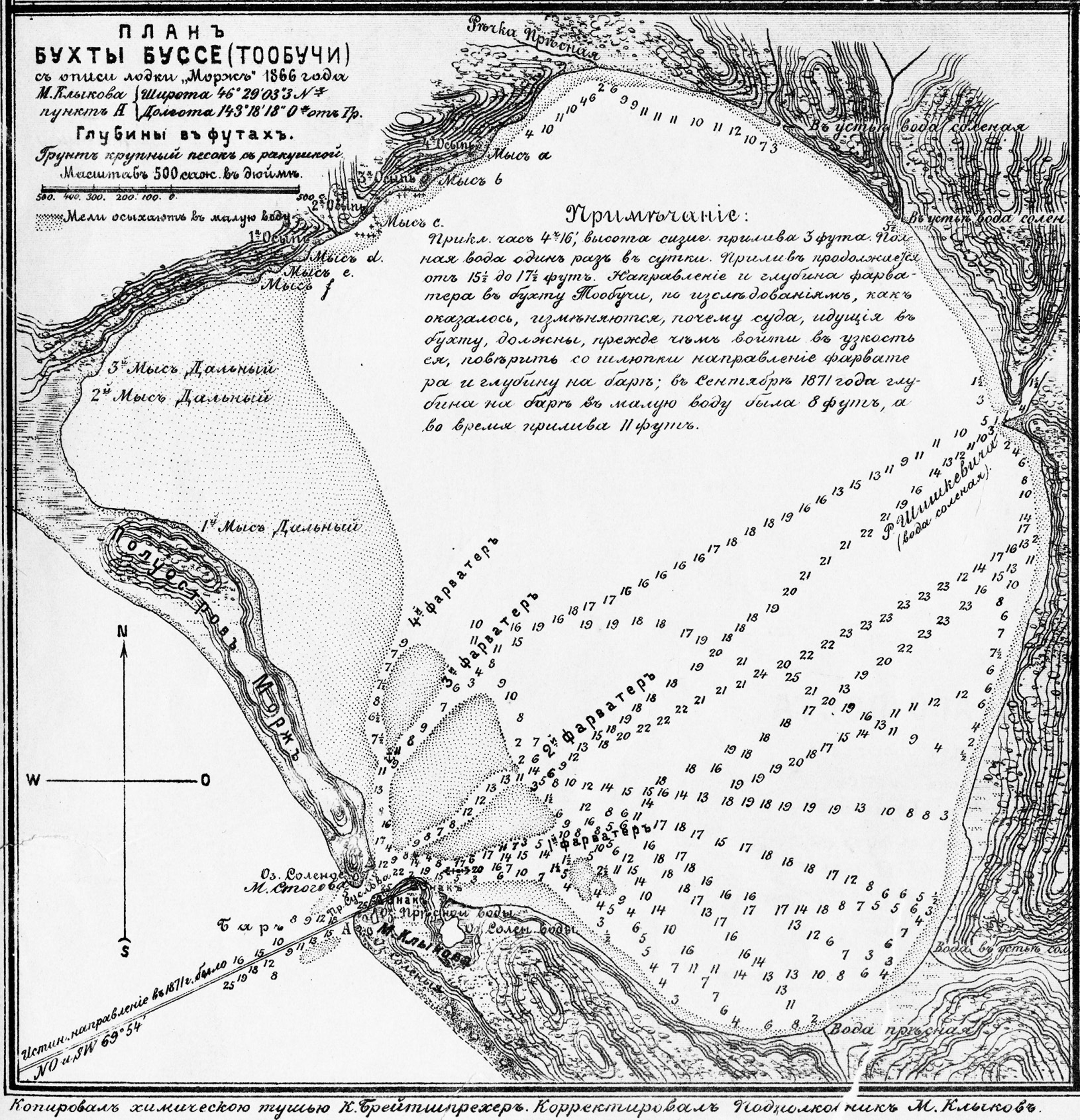
План бухты Буссе составленный М. А. Клыковым в 1866 году с пометками от 1871 года

В ходе гидрографической экспедиции Корпуса флотских штурманов поручика М. А. Клыкова у берегов Сахалина в июне 1866 года, река (Санго), впадающая в бухту Буссе получила название в честь судового врача канонерской лодки К. В. Шишкевича, позже на берегу этой реки был образован пост Муравьёвский (ныне Корсаков).
22 июня 1867 на должность командира канонерской лодки вместо капитан-лейтенанта Суслова был назначен старший офицер лейтенант К. К. Гриппенберг. Под его командованием лодка совершила рейс по постам в Татарском проливе и находилась в отдельном плавании у берегов Империи Цин и Японии. С 11 августа 1867 года по 11 мая 1868 года К. К. Гриппенберг командовал шхуной «Восток», после чего вернулся на «Морж».
В 1869 году лодка прошла капитальный ремонт.
В октябре 1872 года канонерская лодка «Морж» и корвет «Витязь» под флагом её командира свиты Его Императорского Величества контр-адмирала М. Я. Федоровского находились на рейде Нагасаки для встречи фрегата «Светлана» с великим князем Алексеем Александровичем на борту.
Во 1875—1876 годах «Морж» находился на станциях в портах империи Цин.
В 1880 году лодку принял под командование Б. К. Де Ливрон и привёл её из Шанхая во Владивосток. 5 сентября этого же года он был переведён в состав Балтийского флота и вернулся на Балтику, а на его место назначен лейтенант И. И. Подъяпольский. В 1880—1881 годах он провёл гидрографические работы в Японском и Охотском морях. Во время этой экспедиции в честь канонерки названы: банка в заливе Петра Великого, гора в заливе Анива, бухта в Охотском море и одно из озёр острова Сахалин.
14 декабря 1887 года «Морж» выведен из боевого состава Сибирской флотилии и сдана к Владивостокскому военному порту на хранение. 3 мая 1892 года «Морж», как и «Соболь» были исключены из списков Сибирской флотилии и вскоре проданы на слом.

## Известные люди, служившие на корабле

### Командиры
- ??.??.1860—??.??.1862 капитан-лейтенант Кроун Александр Егорович
- ??.??.1862—??.??.1862 лейтенант Рогуля Иван Григорьевич (врио)
- ??.??.1862—??.??.1864 лейтенант, с 1863 года капитан-лейтенант Линден Александр Михайлович
- ??.??.1865—22.06.1867 лейтенант, с 1 января 1866 года капитан-лейтенант Суслов Николай Александрович
- 22.06.1867—11.08.1867 лейтенант Гриппенберг Казимир Казимирович
- 11.08.1867—11.05.1868 ?
- 11.05.1868—03.03.1872 лейтенант Гриппенберг Казимир Казимирович
- ??.??.1880—05.09.1880 капитан-лейтенант Де Ливрон Борис Карлович
- 05.09.1880—??.??.1881 лейтенант Подъяпольский Иван Иванович

### Старшие офицеры
- 29.09.1860—19.07.1862 лейтенант Арсеньев Дмитрий Сергеевич
- ??.05.1866—22.06.1867 лейтенант Гриппенберг Казимир Казимирович

### Другие должности
- ??.??.1860—??.??.186? лейтенант Н. А. Фесун
- 01.08.1862—17.11.1862 мичман Ф. К. Авелан
- ??.??.1862—??.??.186? судовой врач К. В. Шишкевич
- 13.08.1863—15.10.1863 лейтенант Л. К. Кологерас
- 09.05.1864—28.09.1864 лейтенант Л. К. Кологерас
- ??.??.1864—??.??.1864 мичман С. С. Атласов
- ??.??.1865—??.??.1865 мичман Ф. В. Дубасов
- 09.09.1874—13.07.1876 вахтенный начальник лейтенант В. И. Герасимов[25]
- ??.??.1874—??.??.1874 штурманский офицер КФШ прапорщик В. Л. Геллер[29]
- 29.05.1879—02.06.1879 мичман вахтенный офицер Е. Р. Егорьев
- 02.06.1879—31.12.1879 мичман ревизор Е. Р. Егорьев
- 07.06.1880—16.09.1880 лейтенант вахтенный начальник Е. Р. Егорьев
- 16.09.1880—27.09.1880 лейтенант и. о. командира 10-й роты Е. Р. Егорьев
- 27.09.1880—31.12.1880 лейтенант и. о. ревизора Е. Р. Егорьев
- ??.??.1884—??.??.1885 Корпуса морской артиллерии прапорщик Ф. А. Берсенев
- 22.02.1885—30.03.1886 вахтенный начальник лейтенант А. С. Шамов

Проходили морское обучение (практику)
- ??.??.1862—??.??.1862 гардемарин Василий Лавров
- ??.??.1864—??.??.1864 юнкер Степан Макаров

## Память
В честь канонерской лодки «Морж» названы:
- банка в заливе Петра Великого, Японское море (банка открыта в 1874 году, тогда же присвоено название)[30];
- гора в заливе Анива[30];
- бухта на острове Сахалин, пролив Лаперуза 45°57’25"N 142°7’24"E
- озеро на острове Сахалин 46°48’39"N 143°14’16"E